# Duck (Carolina del Nord)
Duck è un comune degli Stati Uniti d'America, situato in Carolina del Nord, nella contea di Dare.